# Jonas Jučas

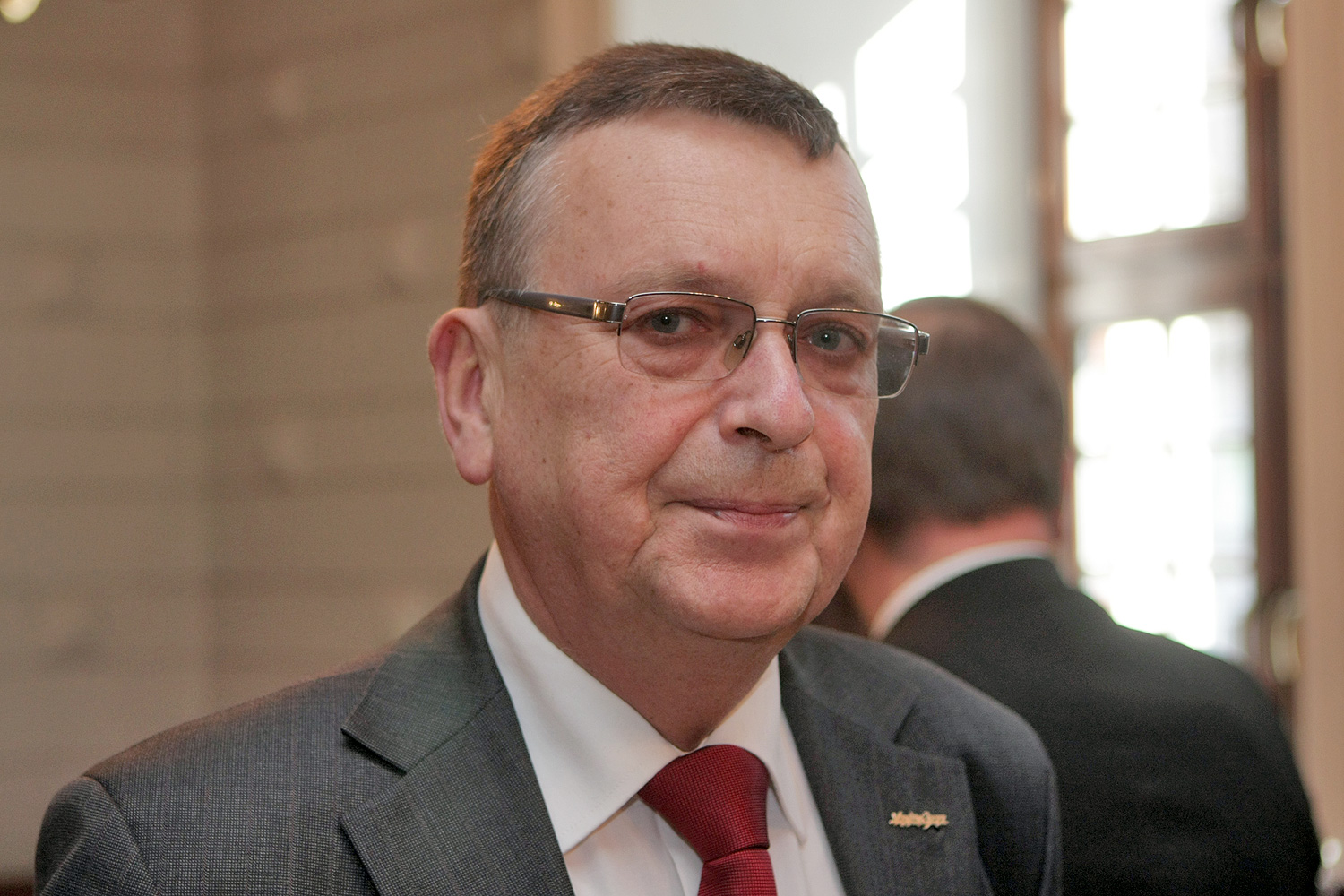
Jonas Jučas

Jonas Jučas (* 11. Juni 1952 in Kaunas) ist ein litauischer Chordirigent und ehemaliger liberaler Politiker, von 2006 bis 2008 Kultusminister Litauens.

## Leben
Jučas lernte an der Musikschule Kaunas. Nach dem Abitur 1970 an der Juozas-Aleksonis-Mittelschule studierte er von 1970 bis 1972 am Kauno politechnikos institutas und von 1972 bis 1976 am Juozas-Gruodis-Konservatorium Kaunas. 1982 absolvierte er Lietuvos valstybinė konservatorija. Ab 1977 arbeitet er an der Lietuvos muzikos akademija in Kaunas und an der Klaipėdos universitetas. Er gründete Kaunas Jazz und war Kunstleiter des Festivals. Bis 2004 war er Berater von Musikfestival Pažaislis in Kaunas.
2000 war er Mitglied im Rat der Stadtgemeinde Kaunas. 2008 war er Seimas-Kandidat in Kalniečiai. Von 2000 bis 2004 war er Mitglied im Seimas, von 2006 bis 2008 Kultusminister. Sein Nachfolger war Remigijus Vilkaitis.
Er war Mitglied der Liberalų ir centro sąjunga (LCS).